# Fondation (Isaac Asimov)
Pour les articles homonymes, voir fondation.
Ne doit pas être confondu avec la série télévisée Foundation
Fondation (titre original : Foundation) est un roman de science-fiction rédigé par Isaac Asimov et composé de cinq nouvelles, dont quatre publiées individuellement entre 1942 et 1944 dans la revue Astounding Science-Fiction et à laquelle une cinquième fut ajoutée pour former ce livre publié pour la première fois en 1951. C'est le premier volet du Cycle de Fondation. Bien qu’il constitue aujourd'hui le troisième épisode chronologique de ce cycle, il est le premier à avoir été écrit et peut donc être lu indépendamment de Prélude à Fondation et L'Aube de Fondation.

## Contexte de l’œuvre
22 000 ans environ dans le futur, soit 13 à 15 millénaires après la perte de la Terre dont les Hommes ont oublié l’emplacement depuis qu'elle est devenue inhabitable, un Empire galactique s’est formé qui englobe toute la Voie lactée et regroupe 25 millions de mondes habités. Sa capitale, Trantor, est la planète la plus proche du centre de la galaxie ; elle est entièrement recouverte de dômes en métal, seul le palais impérial est à l'air libre.
Au cours du 13e millénaire de l’ère impériale, un homme, Hari Seldon, prédit au moyen d’une science statistique dont il est le créateur — la psychohistoire — la chute de cet empire, suivie de 30 000 ans de barbarie qui précéderont la naissance d'un autre Empire. Pour réduire cette période de barbarie à 1 000 ans, il suggère la création d’une Fondation dont le rôle sera de rassembler le savoir de toute l'humanité dans une Encyclopédie.
L’Empire l'autorise à la créer sur une petite planète à l’extrémité de la Galaxie, Terminus. En privé, Seldon évoque, sans en dire davantage, une Seconde Fondation qui épaulerait secrètement la première et qui serait située à « l’autre bout de la galaxie », à Star's End, « là où finissent les étoiles ».

## Résumé
Ce livre du Cycle de Fondation est composé de cinq nouvelles, chacune formant une histoire à part entière et couvrant à elles cinq les cent-cinquante-cinq premières années de l’interrègne.

### Les Psychohistoriens
Cette nouvelle (titre original : The Psychohistorians) est une nouvelle originale du roman.
An 1 de l’Ère de la Fondation (È.F.). — Après l’arrivée de Gaal Dornick, nouveau mathématicien au sein du projet, Hari Seldon est jugé et son équipe est exilée sur une petite planète nommée Terminus aux confins de la Galaxie. Cet exil prévu par Hari Seldon aura pour but officiel la rédaction d’une Encyclopedia Galactica qui regrouperait toutes les connaissances de l’humanité afin de préserver son savoir lorsque commencera l’ère de barbarie. En réalité, il s'agit surtout pour l'Empire de se débarrasser de celui qu'il considère comme un agitateur politique.

### Les Encyclopédistes
Cette nouvelle (titre original : The Encyclopedists) fut initialement publiée en mai 1942 sous le titre original Foundation. Elle fut récompensée par le prix Hugo de la meilleure nouvelle longue 1943, prix attribué rétrospectivement lors de la cérémonie des prix Hugo 2018.
An 50 È.F. — Lorsque les provinces impériales autour de Terminus se proclament royaumes indépendants les unes après les autres, la Fondation se sent bien isolée malgré son statut de protectorat de l’Empire. Salvor Hardin, maire de Terminus, entre en action pour préserver l’indépendance de sa planète, tandis que l’influence de l’Empire se fait de moins en moins sentir. Au plus fort de la crise, le jour anniversaire de la Fondation, un hologramme d’Hari Seldon, mort depuis 50 ans, apparaît dans son caveau le jour du cinquantième anniversaire de sa mort. Il apprend alors à ses auditeurs que l’Encyclopédie n’était qu’un prétexte pour permettre la création de la Première Fondation sans éveiller les soupçons. Il en profite également pour les éclairer quant au mécanisme des crises, qui selon les lois de la psychohistoire, ne se produiront que lorsque les hommes de la Fondation rencontreront une crise n'ayant qu'une seule solution évidente.

### Les Maires
Cette nouvelle (titre original : The Mayors) fut initialement publiée en juin 1942 sous le titre original Bridle and Saddle. Elle fut nommée, mais non récompensée, pour le prix Hugo de la meilleure nouvelle longue 1943, prix attribué rétrospectivement lors de la cérémonie des prix Hugo 2018.
80 È.F. — Salvor Hardin a renversé le conseil de l’Encyclopédie et pris le pouvoir juste après la première apparition de Hari Seldon dans le caveau. Il fournit le seul atout de la Fondation, l’énergie nucléaire, aux royaumes voisins qui ne la possèdent plus, en échange de leur non-ingérence. Pour mieux la faire accepter, il bâtit une religion qui en contrôle la diffusion et l’utilisation. Alors que le royaume d'Anacréon menace d'envahir Terminus et de détruire la Fondation, il ordonne aux prêtres d'être à l'origine d'une coupure de courant et de déclarer impie l'attaque de la Fondation, forçant ainsi les vaisseaux anacréoniens à faire demi-tour.

### Les Marchands
Cette nouvelle (titre original : The Traders) fut initialement publiée en octobre 1944 sous le titre original The Wedge. Elle fut nommée, mais non récompensée, pour le prix Hugo de la meilleure nouvelle courte 1945, prix attribué rétrospectivement lors de la cérémonie des prix Hugo 2020.
135 È.F. — Les Marchands de la Fondation parcourent tout un secteur de la Galaxie en vendant des articles miniatures fonctionnant à l’énergie atomique. L’un d’entre eux, Eskel Gorov, qui est également un membre de la Fondation, est fait prisonnier sur Askone, une planète où cette énergie est taboue et il risque d'être exécuté. Un autre Marchand, Limmar Ponyets, se rend sur Askone pour le délivrer. L’enjeu est de taille : seule l’énergie atomique et la religion qui lui est associée permettent à la Fondation de contrôler les mondes voisins et d’agrandir sa sphère d’influence.

### Les Princes Marchands
Cette nouvelle (titre original : The Merchant Princes) fut initialement publiée en août 1944 sous le titre original The Big and the Little. Elle fut nommée, mais non récompensée, pour le prix Hugo de la meilleure nouvelle longue 1945, prix attribué rétrospectivement lors de la cérémonie des prix Hugo 2020.
155 È.F. — Des astronefs de la Fondation sont portés disparus dans le secteur de Korell, manifestement détruits à l’aide d’armes atomiques. Hober Mallow, Marchand de la Fondation, est envoyé sur la planète Korell pour enquêter sur l’origine de ces armements. Il y découvre que l’Empire y est toujours vivant mais que sa technologie est tournée vers le gigantisme par rapport à la miniaturisation des équipements qui a prévalu sur Terminus, pauvre en minerais. Retournant la ruse de ses opposants contre eux, il parvient à se faire élire comme Maire et abandonne la religion comme outil d’expansion, car elle n’inspire plus que méfiance et rejet dans les autres mondes.

## Classique de la science-fiction
Ce recueil est considéré comme un grand classique de la science-fiction par plusieurs ouvrages de référence.